# Australia en los Juegos Olímpicos de París 2024
Australia estuvo representada en los Juegos Olímpicos de París 2024 por un total de 460 deportistas que compitieron en 33 deportes. Responsable del equipo olímpico es el Comité Olímpico Australiano, así como las federaciones deportivas nacionales de cada deporte con participación.
Los portadores de la bandera en la ceremonia de apertura fueron el  jugador de hockey sobre hierba Edward Ockenden y la piragüista Jessica Fox.

## Medallistas
El equipo olímpico de Australia obtuvo las siguientes medallas:
| Nombre                                                                  | Deporte               | Competición                  |
| ----------------------------------------------------------------------- | --------------------- | ---------------------------- |
| Oro                                                                     |                       |                              |
| Nina Kennedy                                                            | Atletismo             | Salto con pértiga F          |
| Saya Sakakibara                                                         | Ciclismo BMX          | Carrera F                    |
| Oliver Bleddyn Samuel Welsford Conor Leahy Kelland O'Brien              | Ciclismo en pista     | Persecución por equipos M    |
| Grace Brown                                                             | Ciclismo en ruta      | Contrarreloj F               |
| Cameron McEvoy                                                          | Natación              | 50 m libre M                 |
| Mollie O'Callaghan                                                      | Natación              | 200 m libre F                |
| Ariarne Titmus                                                          | Natación              | 400 m libre F                |
| Kaylee McKeown                                                          | Natación              | 100 m espalda F              |
| Kaylee McKeown                                                          | Natación              | 200 m espalda F              |
| Mollie O'Callaghan Shayna Jack Emma McKeon Meg Harris                   | Natación              | 4 × 100 m libre F            |
| Mollie O'Callaghan Lani Pallister Brianna Throssell Ariarne Titmus      | Natación              | 4 × 200 m libre F            |
| Jessica Fox                                                             | Piragüismo en eslalon | K1 F                         |
| Jessica Fox                                                             | Piragüismo en eslalon | C1 F                         |
| Noemie Fox                                                              | Piragüismo en eslalon | K1 cross F                   |
| Keegan Palmer                                                           | Skateboarding         | Parque M                     |
| Arisa Trew                                                              | Skateboarding         | Parque F                     |
| Matthew Ebden John Peers                                                | Tenis                 | Dobles M                     |
| Matthew Wearn                                                           | Vela                  | Laser M                      |
| Plata                                                                   |                       |                              |
| Jessica Hull                                                            | Atletismo             | 1500 m F                     |
| Nicola Olyslagers                                                       | Atletismo             | Salto de altura F            |
| Matthew Richardson                                                      | Ciclismo en pista     | Velocidad individual M       |
| Matthew Richardson                                                      | Ciclismo en pista     | Keirin M                     |
| Christopher Burton (Shadow Man)                                         | Deportes ecuestres    | Concurso completo individual |
| Kyle Chalmers                                                           | Natación              | 100 m libre M                |
| Elijah Winnington                                                       | Natación              | 400 m libre M                |
| Zac Stubblety-Cook                                                      | Natación              | 200 m braza M                |
| Jack Cartwright Flynn Southam Kai Taylor Kyle Chalmers                  | Natación              | 4 × 100 m libre M            |
| Meg Harris                                                              | Natación              | 50 m libre F                 |
| Ariarne Titmus                                                          | Natación              | 200 m libre F                |
| Ariarne Titmus                                                          | Natación              | 800 m libre F                |
| Kaylee McKeown Jenna Strauch Emma McKeon Mollie O'Callaghan             | Natación              | 4 × 100 m estilos F          |
| Moesha Johnson                                                          | Natación              | 10 km F                      |
| Riley Fitzsimmons Pierre van der Westhuyzen Jackson Collins Noah Havard | Piragüismo            | K4 500 m M                   |
| Maddison Keeney                                                         | Saltos                | Trampolín 3 m F              |
| Jack Robinson                                                           | Surf                  | Individual M                 |
| Grae Morris                                                             | Vela                  | iQFoil M                     |
| Equipo                                                                  | Waterpolo             | Torneo F                     |
| Bronce                                                                  |                       |                              |
| Matthew Denny                                                           | Atletismo             | Disco M                      |
| Jemima Montag                                                           | Atletismo             | 20 km marcha F               |
| Eleanor Patterson                                                       | Atletismo             | Salto de altura F            |
| Rhydian Cowley Jemima Montag                                            | Atletismo             | Marcha relevo mixto          |
| Equipo                                                                  | Baloncesto            | Torneo F                     |
| Charlie Senior                                                          | Boxeo                 | 57 kg M                      |
| Caitlin Parker                                                          | Boxeo                 | 75 kg F                      |
| Natalya Diehm                                                           | Ciclismo BMX          | Parque F                     |
| Leigh Hoffman Matthew Richardson Matthew Glaetzer                       | Ciclismo en pista     | Velocidad por equipos M      |
| Matthew Glaetzer                                                        | Ciclismo en pista     | Keirin M                     |
| Maximillian Giuliani Flynn Southam Elijah Winnington Thomas Neill       | Natación              | 4 × 200 m libre M            |
| Kaylee McKeown                                                          | Natación              | 200 m estilos F              |
| Kaylee McKeown Joshua Yong Matthew Temple Mollie O'Callaghan            | Natación              | 4 × 100 m estilos mixto      |
| Jean van der Westhuyzen Thomas Green                                    | Piragüismo            | K2 500 m M                   |
| Jessica Morrison Annabelle McIntyre                                     | Remo                  | Dos sin timonel (W2-) F      |
| Penny Smith                                                             | Tiro                  | Foso F                       |